# PJIRC
PJIRC (står för Plouf's Java IRC) är en Java-baserad IRC-klient skriven i öppen källkod. Det kan läggas in på en webbsida som en applet och användas av alla webbläsare som stödjer Java.
Philippe Detournay som till en början skapade projektet och bidragit mest har slutat arbeta med klienten sedan 2005, men programmets forum används fortfarande flitigt.

## Funktionalitet
Till skillnad från många andra Java-applets kan PJIRC även köras som ett vanligt program utan en webbsida eller webbläsare, även om den fortfarande kräver någon form av exekveringsmiljö. Programmet kan skräddarsys efter användarens krav via diverse plugins, vilket bland annat inkluderar support för scripting med hjälp av JavaScript.